# Carlos Uribe Gaviria
Carlos Uribe Gaviria (Rionegro, 28 de noviembre de 1892- septiembre de 1985) fue un político y militar colombiano, miembro del Partido Liberal Colombiano.
Uribe fue Ministro de Guerra de 1932 a 1934 para el gobierno de Enrique Olaya Herrera, y tuvo que enfrentar la invasión peruana del país. Era hijo del caudillo liberal Rafael Uribe Uribe y era hermano de Julián Uribe Gaviria.

## Biografía
Junto con este estudió en la Escuela de Caballería de Chile, donde alcanzó el rango de Capitán.
Miembro del Partido Liberal Colombiano, fue Representante a la Cámara y Cónsul de Colombia en San Francisco, Estados Unidos.
En 1932 el presidente Enrique Olaya Herrera lo nombró Ministro de Guerra, al poco tiempo de iniciar la Guerra contra Perú. Durante el conflicto bélico tuvo una participación destacada como administrador de unas fuerzas militares, que describió de la siguiente manera:

"El Estado Mayor General era un depósito de oficiales inválidos en lo físico y en lo intelectual; la fábrica de municiones no las producía; y el ejército ni siquiera servía para acompañar las procesiones religiosas porque los soldados andaban desarrapados".

Sobre sus experiencias durante la guerra escribió los dos tomos del libro La verdad sobre la guerra.